# Jules Repond
Jules Maxime Repond (Fribourg, 11 juni 1853 - Rome, 11 mei 1933) was een Zwitsers onderwijzer, schrijver, journalist, politicus, militair en commandant van de Zwitserse Garde.

## Biografie

### Afkomst
Jules Repond was een zoon van Elie Jean Joseph Repond en van Augustine Sprenger. Hij was een broer van Paul Repond en was getrouwd met Mathilde de Flotow.

### Carrière
Repond was docent aan de rechtenschool van Fribourg. Hij was tevens actief als schrijver, was redacteur bij de Bien public en was correspondent voor verscheidene kranten, waaronder de Gazette de Lausanne. Van 1882 tot 1886 was hij lid van de Grote Raad van Fribourg. In 1905 kocht hij het kasteel van Chenaleyres in Belfaux.

### Vaticaan

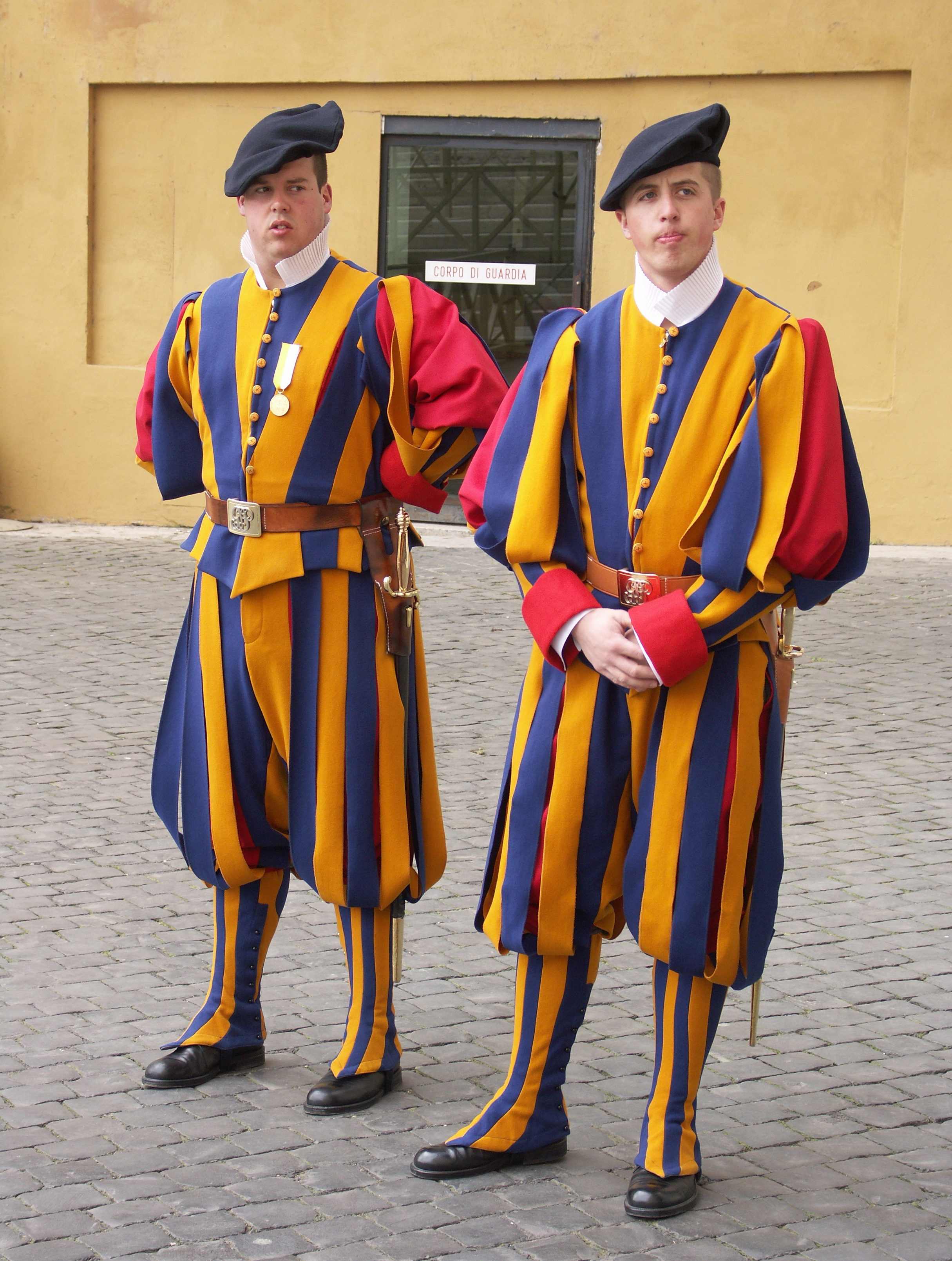
Twee garden in het kostuum dat door Repond werd ingevoerd.

In 1902 werd Repond kolonel-brigadier. Nadien was hij van 1910 tot 1921 commandant van de Zwitserse Garde in het Vaticaan. Hij herstelde de discipline binnen het korps. Hij voerde het hedendaags ontwerp in van de kostuums van de Garde, waarbij hij zich baseerde op de kostuums uit de renaissance.

## Onderscheidingen
- Vaticaanstad: Commandeur in de Orde van Pius
- Vaticaanstad: Commandeur in de Orde van Sint-Gregorius de Grote